# Вулиця Патріарха Мстислава (Тернопіль)
Вулиця Патріарха Мстислава — одна з вулиць центральної частини міста Тернополя, його давня південна межа. Названа на честь українського релігійного діяча, Патріарха Мстислава.

## Відомості
У давнину (XVI—XVII ст.) вздовж нинішньої вулиці Патріарха Мстислава проходила межа міста.
Розпочинається від вулиці Руської, простує до Площа Героїв Євромайдану, на перетині з якою закінчується.
Дотична вулиця одна — правобічна — Багата.

## Установи, організації
- Тернопільський обласний краєзнавчий музей (ОДКМ, головний вхід, де-юре — Площа Героїв Євромайдану, 3)
- Авіакаси
- Відділення банку «Національний кредит» (раніше в цьому приміщенні — відділення банку «Київська Русь»)
- Туроператор «Аураплюс»[4]
- ТЦ «Гранд Базар» (колишнє приміщення кінотеатру[5])

## Торгівля
- Магазин «Статус»,[6] салон-магазин «Тема»
- На вулиці розташовані входи в магазини «Живі квіти», «Золото»